# Invadarea Luxemburgului
Invazia germană a Luxemburgului a fost parte a „Planului Galben” (în germană: Fall Gelb), invazia germană a Țărilor de Jos (Belgia, Luxemburg și Țările de Jos) și a Franței în timpul celui de-al doilea război mondial. Luptele au început pe 10 mai 1940 și au durat doar o singură zi. Germanii au întâmpinat o rezistență sporadică și au ocupat Luxemburgul rapid. Guvernul și Marii ducese Charlotte au reușit să fugă din țară. La Londra s-a format guvernul în exil luxemburghez.

## Contextul invaziei

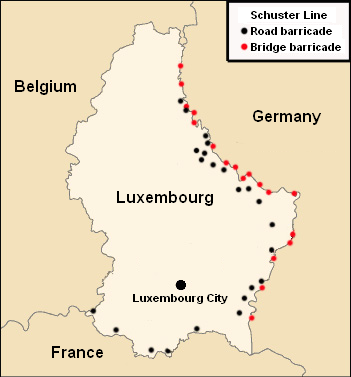
Linia Schuster

Izbucnirea celei de-a doua conflagrații mondiale pe 1 septembrie 1939 au pus guvernul luxemburghez într-o situație delicată. Pe de-o parte, populația manifesta o simpatie evidentă pentru Regatul Unit și Franța. Pe de altă parte, statutul de neutralitate al țării, pe care guvernul se străuduia să îl respecte încă de la semnarea în 1867 a tratatului de la Londra, a impus adoptarea unei poziții de nonbeligeranță față de vecinii săi. Pe 1 septembrie, Radio Luxembourg și-a încetat emisia. În primăvara anului 1940 au fost construite o serie de baraje rutiere cu porți metalice de-a lungul graniței cu Germaniei și Franței – așa numita Linia Schuster. Oficialii dela Luxemburg considerau că aceste bariere ar fi încetinit înaintarea oricărei armate atacatoare și ar fi permis garanților neutralității țării să adopte măsuri militare împotriva invadatorului. Aceste baraje rutiere aveau doar o valoare simbolică în comparație cu uriașa putere a armatei germane și ele au fost construite mai mult pentru calmarea populației. Datorită restricțiilor Tratatului de la Londra, Luxemburgul nu dispunea decât de forțe armate, ci doar de un corp restrâns al jandarmi și voluntari.
Eventualitatea unui condlict violent Între Germania și Franța a crescut foarte mult în primăvara anului 1940 și de-a lungul frontierei s-au dat în câteva rânduri alarme false. Germania a oprit în primăvară exportul de cocs pentru industria metalurgică luxemburgheză.

## Invazia
Porțile metalixe ale Schusterline au fost închise pe 10 mai 1940 al ora 03:15, după ce au fost observate mișcări ale trupelor germane pe malul răsăritean al râurilor Our, Sauer și Mosel. În acest timp, militari ai forțelor speciale germane în civil, sprijiniți de belgieni de etnie germană din Luxemburg (așa-numiții Stoßtrupp Lützelburg) au încercat să saboteze stațiile de emisie și baricadele aflate de-a lungul frontierei comune. Aceste tentative au eșuat. Familia regală a fost evacută de la reședința din Colmar-Berg în capitală.
Germanii au declanșat atacul cu Diviziiler I, II și X Panzer la ora 4:35. Atacatorii nu au întâmpinat o rezistență majoră, majoritatea jandarmilor luxemburghezi rămânând în barăci. Poliția luxemburgheză a încercat fără succes să se opună atacului. Capitala țării a fost ocupată de germani mai înainte de prânz. Luxemburghezii au pierdut 75 de polițișit și soldați luați prizonieri, șase polițiști și un jandarm rănit. În jurul orei 08:00, elemente al Diviziei a III-a de cavalerie franceză comandată de generalul Petiet, sprijită de o brigadă de spahii și o companie de blinddate au intrat în sudul Luxemburgului pentru un atac de probă împotriva germanilor. Aceste unități s-au retras la puțină vreme în spatele Liniei Maginot. În dimineața zilei de 10 ami 1940, cea mai mare parte a țării, cu excepția unui teritoriu restrâns din sud, a fost ocupată de germani. Peste 90.000 de locuitori din cantonul Esch-sur-Alzette au fost evacuați din fața trupelor germane. 47.000 au fugit în Franța, iar restul în centrul și nordul țării.
Miniștrii guvernul luxemburghez al premierului Pierre Dupong au fugit în Franța, Portugalia, Regatul Unit, pentru ca până la sfârșitul războiului să rămână în Canada. Marea ducesă Charlotte s-a refugiat la Londra și a devenit un simbol al unității naționale. Fiul ei cel mai mare, Jean, s-a înrolat voluntar în armata britanică în 1942. În Luxemburg a rămas Albert Wehrer, șeful unei comisii guvernamentale, și 41 de deputați